# Charietto
Charietto (overleden 365) was van oorsprong een bandiet, maar bood zijn diensten aan aan het Romeinse leger in de omgeving van Trier. Hij voerde een soort van guerrilla-oorlog tegen de Germaanse stammen die het Romeinse Rijk waren binnengevallen, waarbij hij onder meer 's nachts de kampen insloop om de tegenstanders te doden. In 358 wist hij de zoon van de leider van de Chamaven, die de huidige Betuwe en Noord-Brabant waren binnengevallen, te ontvoeren. 
Hij sneuvelde in 365 in de strijd tegen de Alemannen.